# Medieval II: Total War
Medieval: Total War 2 er efterfølgeren til Medieval: Total War og det fjerde spil i Total War-serien og udgivet d.10 november 2006. Det blev udviklet af Creative Assembly og udgivet af SEGA. Spillet er et strategispil som forgår i årene mellem 1080 til 1530. Spillet forgår i Europa, Nordafrika og Mellemøsten.

## Gameplay
I lighed med tidligere titler i Total War serien består spillet af to spillemetoder: kampe og singleplayer kampagne. Kampe kan spilles i multiplayer, i brugerdefinerede scenarier eller i historiske scenarier, som simulerer rigtige kampe som Slaget ved Arsuf eller Slaget ved Agincourt .
Kampagnen giver spilleren mulighed for at tage kontrol over en fraktion af tidsperioden og bygge en civilisation, både økonomisk og militært for at erobre andre fraktioner. Gameplay består i at kontrollere sin valgte nation militære, økonomiske og sociale systemer i store kampagnekort. Under spillerens tur kan hære, flåder og agenter flyttes på kortet.
Når en hær engagerer en anden hær, kan spilleren vælge at bekæmpe kampen personligt i kampmodus eller automatisk beregne resultatet.
Man kan spille som Danmark, Rusland, Milan, Portugal, Spanien, Skotland, England, Frankrig, Polen, Republikken Venedig, Ungarm, Sicilien, Det Hellige Romerske Rige, Tyrkerne, Egypten, Maurere og Det byzantinske rige

## Udvidelse
Medieval: Total War 2 har kun udvidelser hvilke er kingdoms, som giver 4 nyere kampanger, hvor man også kan spille som Nyspanien, Azteker, Apache, Mayaerne, Chichimeca, Tlaxcala og Tarascan i Amerika kampagnen, som forgår fra Honduras til Texas.
I Britannia kampagnen kan man spille som Skotland, England, Irland, Wales og Norge hvor man spiller på de britiske øer.
I Korsfars kampagnen kan man spille som Jerusalem, Byzantinske Rige, Antioch, Ayyubide og Seljukkerne, kampagnen forgår i mellemøsten.
I Teutonic kampagnen kan man spille som Storfyrstendømmet Litauen, Den Tyske Ordensstat, Danmark, Polen, Det tysk-romerske Rige og Republikken Novgorod, kampagnen forgår i øst tyskland og vest Rusland og omkring Østersøen